# Trachyphyllia
Genre
Trachyphyllia est un genre de coraux durs de la famille des Merulinidae.

## Liste d'espèces
Selon ITIS (28 décembre 2015) et World Register of Marine Species (28 décembre 2015) le genre Trachyphyllia comprend l'espèce suivante :
- Trachyphyllia geoffroyi Audouin, 1826